# Braspetro
A Braspetro foi uma subsidiária da Petrobras, responsável por atividades da companhia no plano internacional. Foi incorporada pela Petrobras em 2002.

## Histórico
A companhia foi criada em 1972, no contexto das crises econômicas mundiais e da elevação do preço do barril de petróleo provocados pelo Choque do Petróleo, em uma estratégia de obter, no exterior, parcerias para o fornecimento de petróleo para o país. Entre as atividades que deveria desenvolver estavamː a industrialização, o comércio, o transporte, o armazenamento, a lavra, a pesquisa, a importação e a exportação de petróleo e outros hidrocarbonetos (líquidos ou gasosos), bem como seus derivados.
Em 1976, a Petrobras também criou duas subsidiárias: a Interbras e a Brasoil, que ficaram responsáveis por atividades relacionadas à exportação e à importação de bens e serviços, assim como promover maior flexibilidade e agilidade às atividades que a Braspetro realizava no exterior.
Em sua atuação no exterior, a Braspetro firmou contratos de assistência técnica, obtendo a concessão de blocos para exploração, além de coordenar relações comerciais entre Brasil e países produtores de petróleo. Na sua primeira fase, a companhia buscou atuar em parceria com empresas estatais dos países aos quais se associava. No ano de 1972, foram celebrados acordos de exploração com Colômbia (aquisição de 50% da Tennecol), Madagascar e Iraque. Nos anos seguintes, foram firmados contratos com o Egito, Irã (em parceria com a Mobil Oil), Líbia (2 blocos nas bacias de Sirte e Murzuk) e Argélia. No entanto, a companhia só obteve êxito nos contratos com a Colômbia e o Iraque, não conseguindo resultados significativos nos demais países. 
O maior êxito da Braspetro foram as descobertas do campos gigantes de Majnoon, em 1976, e de Nhrumr, em 1978,  no Iraque. O campo de Majnoon tinha reservas estimadas em 7 bilhões de barris de petróleo, e junto ao campo de Nhrumr, foi apontado como a maior descoberta de um campo de petróleo no mundo na década de 1970. No entanto, o projeto era afetado pelo risco político do conflito Irã-Iraque, que poderia provocar uma nacionalização arbitrária do empreendimento, e havia uma disputa pela destinação dos recursos da Petrobras, que começava a realizar pesados investimentos na Bacia de Campos. Diante disso, a Braspetro e o governo iraquiano celebraram um acordo  em 1979, pelo qual ela cederia o campo no lugar de um indenização de US$ 1,402 bilhões, com a garantia de fornecimento de petróleo ao Brasil.
No fim dos anos 1970 e nos anos 1980, a Braspetro continuou suas suas operações dando preferência a áreas onde havia menor risco de exploração, como o mar do Norte ou golfo do México (Estados Unidos), a Guatemala, a China, Angola, a Índia e o Zaire, embora não tendo conseguido realizar uma descoberta comparável a Majnoon. A Braspetro utilizava a presença comercial que a Petrobras tinha nos países que exportavam petróleo para ampliar e desenvolver novos mercados para os produtos então produzidos no Brasil. No fim dos anos 1970, a Braspetro possuía 114 negociações internacionais de comércio com 17 países.
Até os anos 80, as principais subsidiárias da Petrobrás eram: a Petroquisa (Petrobras Química S.A.);  a BR Distribuidora (Petrobras Distribuidora S.A.); a Braspetro (Petrobras Internacional S.A.); a Interbrás (Petrobras Comércio Internacional S.A.); a Petrofértil (Petrobras Fertilizantes S.A.); e Petromisa (Petrobras Mineração S.A.).
Na década de 1990, ocorre o fim do monopólio da Petrobras no Brasil, bem como a privatização de diversas empresas públicas, o que levou a Petrobras a perder diversas subsidiárias, inclusive as que atuavam no mercado externo.
No Plano Estratégico de 1999, foi inserida na estrutura organizacional da Petrobras uma nova área de negócios internacional e retomada a estratégia de internacionalização da empresa, com acordos de trocas de ativos com a argentina Repsol-YPF e aquisição de duas refinarias na Bolívia.
Em 2002, foi criada a Área de Negócio Internacional, o que levou a Braspetro a ser incorporada à Petrobras.
O nome Braspetro ainda existe na razão social das empresas PIB BV (Petrobras International Braspetro), subsidiária localizada na Holanda, criada em 2002 para participar em sociedades que atuam no exterior; e na Brasoil (Braspetro Oil Services Company).